# Gough-Gletscher
Der Gough-Gletscher ist ein rund 40 km langer Gletscher im Transantarktischen Gebirge. Er fließt von den Nordhängen der Prince Olav Mountains und der Basis der Lillie Range nach Norden zwischen den Gabbro Hills und den Bravo Hills zum Ross-Schelfeis an der Dufek-Küste.
Die Südgruppe der New Zealand Geological Survey Antarctic Expedition (1963–1964) benannte ihn nach dem neuseeländischen Geodäten Alan L. Gough, einem Teilnehmer der Forschungsreise.